# Hermann Clausen
Hermann Clausen (24 de julho de 1885 – 12 de abril de 1962) foi um político alemão da União Federalista e ex-membro do Bundestag alemão.

## Vida
Em 2 de dezembro de 1946, Clausen tornou-se membro do segundo parlamento estadual nomeado em Schleswig-Holstein e, após as eleições estaduais em Schleswig-Holstein em 1947 a 1950, do parlamento estadual de Schleswig-Holstein. De 1949 a 1953 também foi membro do Bundestag alemão.

## Literatura
Herbst, Ludolf; Jahn, Bruno (2002).  Vierhaus, ed. Biographisches Handbuch der Mitglieder des Deutschen Bundestages. 1949–2002 (em alemão). München: De Gruyter - De Gruyter Saur. 1715 páginas. ISBN 978-3-11-184511-1